# Раднаасумбэрэлийн Гончигдорж
Раднаасумбэрэлийн Гончигдорж (монг. Раднаасүмбэрэлийн Гончигдорж; 1953, Цахир, аймак Архангай, МНР) — монгольский политический и государственный деятель. лидер Монгольской социал-демократической партии (затем вошедшей в состав Демократической партии), дважды занимал пост председателя Великого государственного хурала (парламента) Монголии (1990—1992 и 1996—2000). Член Монгольской академии наук. педагог, академик.

## Биография
После окончания школы, поступил в Монгольский государственный университет. Получил научную степень в СССР в Новосибирском госуниверситете. Математик.
В течение 13 лет работал преподавателем математики Монгольского госуниверситета. С 1988 по 1990 год — директор Математического института Академии наук Монголии.
С сентября 1990 г. по июль 1992 г. занимал пост председателя Малого государственного хурала МНР, а также пост вице-президента Монголии. Новая конституция упразднила должность вице-президента в 1992 году.
Является академиком Монгольской академии наук, получил степень почетного доктора Инчхонского университет (Южная Корея) и Национальной академии управления Монголии.
С марта 1994 года — председатель Монгольской социал-демократической партии.
С июля 1996 г. по июль 2000 г. занимал пост Председателя Великого Государственного Хурала.
Является одним из старейших политиков Монголии, переизбранным депутатом монгольского парламента на шестых парламентских выборах.